# Prestonia lacerata
Prestonia lacerata är en oleanderväxtart som beskrevs av R. E. Woodson. Prestonia lacerata ingår i släktet Prestonia och familjen oleanderväxter. Inga underarter finns listade i Catalogue of Life.